# Rino Fisichella
Rino Fisichella, all'anagrafe Salvatore (Codogno, 25 agosto 1951), è un arcivescovo cattolico e teologo italiano, dal 5 giugno 2022 pro-prefetto della sezione per le questioni fondamentali dell'evangelizzazione nel mondo del Dicastero per l'evangelizzazione.

## Biografia
Nasce il 25 agosto 1951 a Codogno, oggi in provincia e diocesi di Lodi, dove il padre Paolo emigrò nel 1948 da Militello in Val di Catania, in Sicilia.

### Formazione e ministero sacerdotale
Dopo aver frequentato il liceo classico al collegio San Francesco dei padri barnabiti di Lodi, è alunno dell'Almo collegio Capranica di Roma; frequenta al contempo la Pontificia Università Gregoriana, dove ottiene la laurea in teologia.
Il 13 marzo 1976 è ordinato presbitero, nella chiesa dei Santi Protomartiri Romani, dal cardinale Ugo Poletti per la diocesi di Roma.
Dopo l'ordinazione è nominato vicario parrocchiale della chiesa dei Santi Protomartiri Romani. In seguito è viceassistente e poi assistente diocesano dei giovani di Azione Cattolica. È nominato poi canonico della basilica di Santa Maria in Trastevere. Insegna teologia fondamentale alla Pontificia Università Gregoriana, fino al 2010, ed è anche consultore della congregazione per la dottrina della fede.
Nel 1994 ottiene il titolo di cappellano di Sua Santità. Dal 1995 al 2010 è vicario-rettore della chiesa di San Gregorio Nazianzeno, fungendo così da cappellano della Camera dei deputati. È membro del comitato centrale del grande Giubileo del 2000 e vicepresidente della Commissione teologico-storica del comitato stesso.

### Ministero episcopale

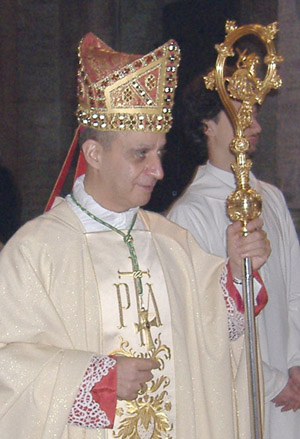
Mons. Rino Fisichella durante una celebrazione

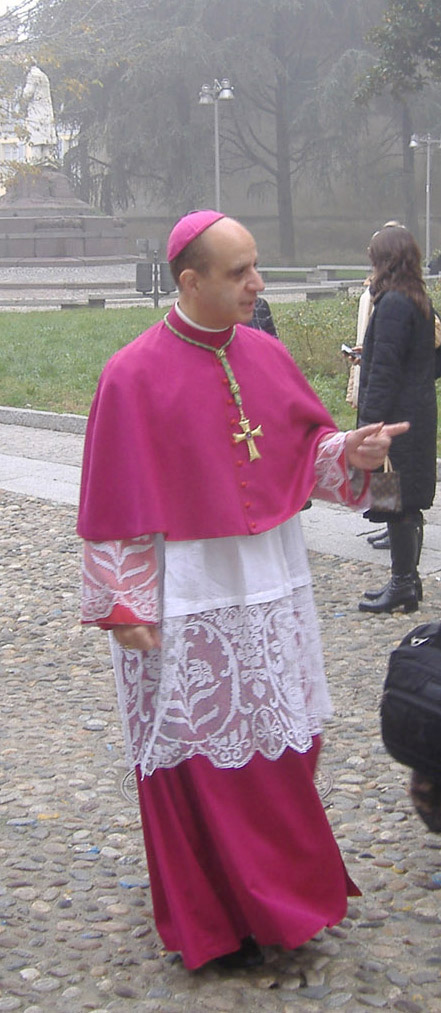
Mons. Rino Fisichella a Lodi

Il 3 luglio 1998 papa Giovanni Paolo II lo nomina vescovo ausiliare di Roma, incaricato per il settore sud, e vescovo titolare di Voghenza. Il 12 settembre seguente riceve l'ordinazione episcopale, con il vescovo Luigi Moretti, nella basilica di San Giovanni in Laterano, dal cardinale Camillo Ruini, co-consacranti i vescovi Cesare Nosiglia e Clemente Riva.
Il 18 gennaio 2002 è nominato magnifico rettore della Pontificia Università Lateranense e preside del Pontificio istituto Giovanni Paolo II per gli studi sul matrimonio e sulla famiglia; succede ad Angelo Scola, precedentemente nominato patriarca di Venezia. Rimane vescovo ausiliare di Roma, lasciando tuttavia il settore sud.
Già segretario della Commissione episcopale per la dottrina della fede, l'annuncio e la catechesi della CEI, è stato membro del pontificio consiglio delle comunicazioni sociali e ponente di diverse cause di beatificazione tra cui quelle di Antonio Rosmini, Pio XII, Giovanni Paolo II e Paolo VI. È membro della Congregazione per la dottrina della fede, della Congregazione delle cause dei santi, del pontificio consiglio della cultura, e del pontificio comitato per i congressi eucaristici internazionali.
Amico di Oriana Fallaci, ottiene per lei un'udienza privata con papa Benedetto XVI a Castel Gandolfo, nell'agosto 2005 e negli ultimi momenti di vita di quest'ultima scambia con lei un lungo carteggio.
Nel gennaio 2006, allo scadere del quadriennio di nomina, gli succede mons. Livio Melina nell'incarico di preside del Pontificio istituto "Giovanni Paolo II".
Il 17 giugno 2008 papa Benedetto XVI lo nomina presidente della pontificia accademia per la vita e lo eleva in pari tempo alla dignità di arcivescovo; succede a Elio Sgreccia, dimessosi per raggiunti limiti di età.
Il 30 giugno 2010 è nominato primo presidente del Pontificio consiglio per la promozione della nuova evangelizzazione. In tale data lascia il rettorato della Lateranense e la cattedra di teologia fondamentale e cristologia presso la Facoltà di diritto civile.
Il 16 gennaio 2013 diviene anche presidente del Consiglio internazionale per la catechesi, poiché con il motu proprio Fides per doctrinam la competenza sulla catechesi, fino ad allora svolta dalla Congregazione per il clero, è passata al Pontificio consiglio per la promozione della nuova evangelizzazione.
Il 5 giugno 2022, con l'entrata in vigore della costituzione apostolica Praedicate evangelium, il Pontificio consiglio per la promozione della nuova evangelizzazione, di cui era presidente, confluisce nel Dicastero per l'evangelizzazione; contestualmente diventa pro-prefetto della sezione per le questioni fondamentali dell'evangelizzazione nel mondo.
Il 28 ottobre 2024 presenta Luce, mascotte del Giubileo del 2025, dicendo che è stata ispirata dal desidero della Chiesa cattolica di "vivere all'interno della cultura pop, tanto amata dai nostri giovani".
Il 21 aprile 2025 decade dai suoi incarichi curiali in seguito alla morte di papa Francesco. Il 9 maggio successivo viene riconfermato donec aliter provideatur in essi da parte di Leone XIV, nuovo pontefice.

## Genealogia episcopale
La genealogia episcopale è:
- Cardinale Scipione Rebiba
- Cardinale Giulio Antonio Santori
- Cardinale Girolamo Bernerio, O.P.
- Arcivescovo Galeazzo Sanvitale
- Cardinale Ludovico Ludovisi
- Cardinale Luigi Caetani
- Cardinale Ulderico Carpegna
- Cardinale Paluzzo Paluzzi Altieri degli Albertoni
- Papa Benedetto XIII
- Papa Benedetto XIV
- Papa Clemente XIII
- Cardinale Bernardino Giraud
- Cardinale Alessandro Mattei
- Cardinale Pietro Francesco Galleffi
- Cardinale Giacomo Filippo Fransoni
- Cardinale Carlo Sacconi
- Cardinale Edward Henry Howard
- Cardinale Mariano Rampolla del Tindaro
- Cardinale Gennaro Granito Pignatelli di Belmonte
- Cardinale Pietro Boetto, S.I.
- Cardinale Giuseppe Siri
- Cardinale Giacomo Lercaro
- Vescovo Gilberto Baroni
- Cardinale Camillo Ruini
- Arcivescovo Rino Fisichella

## Controversie
Fisichella è stato duramente criticato per le sue posizioni giustificazioniste nei riguardi dell'atteggiamento di Silvio Berlusconi verso il culto cattolico: in primo luogo nella concessione della comunione, per quanto divorziato. Secondo Fisichella:
Fisichella applica così al caso di Berlusconi, la normativa del Codice di Diritto Canonico sulla "separazione con permanenza del vincolo": nel caso in cui un coniuge, tradito dall'altro, non riesca a perdonargli l'adulterio, questi ha "il diritto di sciogliere la convivenza coniugale" (Catechismo, 1151). Ciò non include la possibilità di considerare sciolto il vincolo matrimoniale né di risposarsi. Inoltre, "cessata la causa della separazione, si deve ricostituire la convivenza coniugale" (1153). Nel caso di Berlusconi, la Chiesa "non riconosce come valida una nuova unione [con Veronica Lario], se era valido il primo matrimonio [con Carla Elvira Lucia Dall'Oglio]" (1650). Il divorzio con la Dall'Oglio non ha reso tale prima unione invalida, e non vi è segno della "ricostituzione della convivenza coniugale" tra i due.
In secondo luogo, Fisichella è stato criticato per la minimizzazione delle polemiche seguite alla diffusione di un video in cui il premier Berlusconi pronuncia una bestemmia, definita "insopportabile" da Avvenire e "deplorevole" da L'Osservatore Romano. Fisichella ha affermato che «in Italia dobbiamo essere capaci di non creare delle burrasche ogni giorno per strumentalizzare situazioni politiche che hanno già un loro valore piuttosto delicato». Le sue parole sono state molto criticate da diversi attori cattolici e laici: per Rosy Bindi si tratta di "relativismo" "contraddittorio e profondamente diseducativo".
Nel dicembre 2024 si è dichiarato favorevole all'inclusione di un pellegrinaggio di associazioni LGBT negli eventi del Giubileo del 2025.

## Pubblicazioni principali

### Monografie, saggi, curatele
- La rivelazione: evento e credibilità. Saggio di teologia fondamentale, Bologna, EDB, 1985 (di complessive pp. 640).
- Dizionario di Teologia Fondamentale (DTF) (curato assieme a René Latourelle), Assisi (PG), Cittadella Editrice, 1990.
- Introduzione alla teologia fondamentale, Milano, Piemme, 1992.
- Lexicon. Dizionario Teologico enciclopedico (a cura di), Milano, Edizioni Piemme, 1993.
- La teologia fondamentale. Convergenze per il terzo millennio, Milano, Edizioni Piemme, 1996.
- Quando la fede pensa, Milano, Edizioni Piemme, 1997.
- Gli anni santi attraverso le bolle, Milano, Edizioni Piemme, 1999.
- La teologia tra rivelazione e storia. Introduzione alla teologia sistematica (con Guido Pozzo e Ghislain Lafont), Bologna, EDB, 1999.
- Gesù di Nazaret, profezia del Padre, Milano, Edizioni Paoline, 2000.
- La via della verità. Il mistero dell'uomo nel mistero di Cristo, Milano, Edizioni Paoline, 2003.
- La fede come risposta di senso. Abbandonarsi al mistero, Milano, Edizioni Paoline, 2005.
- Dio è amore. Commento teologico-pastorale a Deus Caritas Est, Roma, Lateran University Press, 2006.
- Fede e libertà. Dialoghi sullo spirito del tempo (con Ferdinando Adornato), Roma, Liberal Edizioni, 2007.
- Nel mondo da credenti. Le ragioni dei cattolici nel dibattito politico italiano, Milano, Arnoldo Mondadori Editore, 2007.
- Il sentiero per Emmaus. Commento teologico-pastorale alla Sacramentum Caritatis, Roma, Lateran University Press, 2007.
- Solo l'amore è credibile. Una rilettura dell'opera di Hans Urs Von Balthasar, Roma, Lateran University Press, 2007.
- Identità dissolta. Il cristianesimo, lingua madre dell'Europa, Milano, Arnoldo Mondadori Editore, 2009.
- Chiamati ad essere uomini liberi. Conversando con i preti oggi, Torino, Effatà Editrice, 2009.
- Salvi per miracolo, Milano, Edizioni San Paolo, 2010.
- La nuova evangelizzazione. Una sfida per uscire dall'indifferenza, Milano, Arnoldo Mondadori Editore, 2011.
- La Chiesa nel cammino della storia, Milano, Edizioni San Paolo, 2013.
- I segni del Giubileo, Milano, Edizioni San Paolo, 2015.
- Nuovo commento teologico-pastorale al Catechismo della Chiesa Cattolica, Milano, Edizioni San Paolo, 2017.
- Ho incontrato Paolo VI, Milano, Edizioni San Paolo, 2018.
- Dentro di me il tuo nome. La teologia di Giovanni Paolo II, Milano, Edizioni San Paolo, 2020.
- La bellezza è la prima parola. Rileggendo Hans Urs von Balthasar, Edizioni San Paolo 2020.
- Il pane della vita. Eucaristia e sacerdozio, Edizioni San Paolo 2021.

### Alcuni lavori
- "La Teologia Fondamentale di Hans Urs von Balthasar", in Communio, 107 (1989) pp. 113–126.
- "Rileggendo Hans Urs von Balthasar", in Gregorianum, 71 (1990) pp. 511–546.
- "Introduzione alle discipline teologiche", in Gregorianum, Anno 1994, pp. 751–754.
- "Oportet philosophari in theologia, (I)", in Gregorianum, Anno 1995, pp. 221–262.
- "Oportet philosophari in theologia, (II)", in Gregorianum, Anno 1995, pp. 503–534.
- "Oportet philosophari in theologia, (III)", in Gregorianum, Anno 1995, pp. 701–728.

## Araldica
| Stemma | Blasonatura |
| ------ | --- |
|        | Arma di rosso, all'albero sradicato al naturale, fruttato d'oro, sormontato da una colomba volante con le ali spiegate d'argento, al lambello dello stesso. Ornamenti esteriori da arcivescovo. Lo stemma di monsignor Fisichella è ispirato all'arma di famiglia. |

## Onorificenze
- Il 7 dicembre 2022 riceve la XX edizione del Premio Internazionale Bonifacio VIII "per una cultura della Pace", conferitogli dall'Accademia Bonifaciana di Anagni, su proposta del rettore presidente Sante De Angelis e del presidente del Comitato scientifico mons. Enrico dal Covolo.